# Quei dannati giorni dell'odio e dell'inferno
Quei dannati giorni dell'odio e dell'inferno è un film del 1970 diretto da Siro Marcellini (con lo pseudonimo di Sean Markson).

## Trama
Per evitare che i nazisti mettano le mani sulle riserve auree nazionali, nell'aprile 1941 l'oro della Banca Nazionale Greca viene imbarcato sulla Nereus affinché venga portato al sicuro in Inghilterra dopo essere stato trasferito su un cacciatorpediniere al largo di Creta. Soltanto con grandi sacrifici del personale greco e inglese, l'oro riuscirà a sfuggire ai nazisti.

## Produzione
Il grosso delle riprese sono state realizzate nella prefettura di Corinto.